# Palais de l'Institut d'Architecture
Le Palais de l'Institut d'Architecture (Palatul Institutului de Arhitectură) est un monument de Bucarest situé dans le Secteur 1. Il accueille l'Université d'architecture et d'urbanisme Ion Mincu.